# Russell Nicholson
Russell Nicholson (... – 1964) è stato un mafioso statunitense.
Servì come membro della banda criminale Winter Hill Gang e fu uno dei membri uccisi, nel 1964, da Bernie McLaughlin, ex membro della già citata cricca criminale.